# Мохообразные
Мохообра́зные (лат. Bryophyta sensu lato) — совокупность высших растений, включающая как собственно мхи, так и другие сходные с ними организмы. Одно из главных отличий мохообразных от других высших растений — преобладание в цикле воспроизведения гаплоидного (то есть с одинарным набором непарных хромосом) гаметофита (половое поколение) над диплоидным спорофитом (бесполое поколение).
В базе данных The Plant List (версия 1.1, 2013) содержится 34 556 признанных (со статусом Accepted) видовых названий мохообразных, принадлежащих к 177 семействам и 1822 родам.

## Роль в природе
Мохообразные играют жизненно важную роль в регулировании экосистем, поскольку обеспечивают важную буферную систему для других растений, которые живут рядом и получают выгоду от воды и питательных веществ, которые собирают мохообразные.
Некоторые виды мохообразных одними из первых заселяют открытый грунт. Мохообразные также являются очень хорошими индикаторами качества среды обитания, поскольку многие виды растений этой группы чувствительны к уровням влажности в атмосфере, которые ниже в нарушенных местообитаниях (из-за меньшей тени).
У мохообразных нет семян и цветков. Вместо этого они размножаются спорами.

## Неоднозначность термина
Иногда термин Мохообразные (лат. Bryophyta) применяется для наименования таксона в ранге отдела, в который входят классы Листостебельные мхи, или собственно Мхи, или Бриопсиды (Bryopsida), Печёночные мхи (Marchantiopsida) и Антоцеротовые мхи (Anthocerotopsida). Для наименования этого таксона также используются названия Мхи, Моховидные, Бриофиты.
В последнее время, в связи с повышением классов отдела Bryophyta до уровня самостоятельных отделов, слово Мохообразные (лат. Bryophyta sensu lato, англ. Bryophytes) обычно используют как термин для обозначения совокупности трёх отделов высших растений, — Моховидных, или собственно мхов (Bryophyta, или Bryophyta sensu stricto), Печёночных мхов (Marchantiophyta) и Антоцеротовых мхов (Anthocerotophyta). Этот термин могут использовать и как неформальный собирательный термин, и как название таксона в ранге надотдела.

## Бриология
Изучением мохообразных занимается наука бриология. Учёные, специалисты в области бриологии, называются бриологами.

## Классификация
Включает три отдела:
- Anthocerotophyta Stotler et Crand.-Stotl. — Антоцеротовые мхи, или Антоцеротофиты
- Bryophyta Schimp. sensu stricto — Моховидные, или Мхи, или Настоящие мхи, или Бриофиты
- Marchantiophyta Stotler et Crand.-Stotl. — Печёночные мхи, или Печёночники, или Маршанциевые мхи

| Мохообразные                                                                      |                                                                  |                                                                                       |
| Феоцерос гладкий (Phaeoceros laevis)[en] — представитель отдела Антоцеротовые мхи | Полия поникшая (Pohlia nutans) — представитель отдела Моховидные | Маршанция многообразная (Marchantia polymorpha) — представитель отдела Печёночные мхи |